# Holger Thilander
Olov Ivan Holger Thilander, född 27 mars 1922 i Mörsils församling, Jämtlands län, död 18 april 1987 i Älvsborgs församling, var en svensk tandläkare. Han var sedan 1948 gift med Birgit Thilander.
Thilander var son till köpman Olof Thilander och Cecilia Sandberg. Han avlade studentexamen i Bromma 1942, tandläkarexamen i Stockholm 1948, blev odontologie doktor 1961 och docent i tandkirurgi vid Tandläkarhögskolan i Stockholm 1961. Han var privatpraktiserande tandläkare 1950–1954, lärare vid Tandläkarhögskolan i Stockholm 1954–1957, avdelningstandläkare vid Tandläkarinstitutet i Umeå 1957, tillförordnad laborator i tandkirurgi där 1957–1963, laborator i parodontologi vid Tandläkarhögskolan i Umeå 1963, professor i (oral) kirurgi där 1963–1973, chef för odontologiska institutionen i Jönköping 1971–1975 och blev professor i oral kirurgi vid Göteborgs universitet 1974.
Thilander författade vetenskapliga artiklar i parodontologi och kirurgi. Hans publicering har (2024) enligt Scopus över 1 000 citeringar och ett h-index på 18.
Thilander är gravsatt på Västra kyrkogården i Göteborg.